# Armenia w Konkursie Piosenki Eurowizji
Armenia uczestniczy w Konkursie Piosenki Eurowizji od 2006. Od czasu debiutu konkursem w kraju zajmuje się ormiański nadawca Hajastani Hanrajin herrustajnkerut’jun (AMPTV).
Przez pierwsze pięć lat uczestnictwa reprezentanci Armenii zajmowali miejsca w pierwszej dziesiątce finałowej klasyfikacji. Najlepsze w historii, czwarte miejsce zajęli Sirusho (w 2008) i Aram Mp3 (w 2014).
Ormiańska telewizja zrezygnowała z udziału w konkursie w 2012 z powodu braku gwarancji bezpieczeństwa dla reprezentanta, spowodowanego nierozstrzygniętym konfliktem między Armenią a Azerbejdżanem (organizatorem konkursu) dotyczącym Górskiego Karabachu. Rok później kraj powrócił do stawki konkursowej. Z powodu tego konfliktu, a także pandemii COVID-19 oraz problemów finansowych, kraj nie wystąpił też w konkursie w 2021.

## Historia Armenii w Konkursie Piosenki Eurowizji

### Lata 2004–2009
W lipcu 2003 pojawiła się informacja o tym, że ormiański nadawca publiczny (AMPTV) wyraził chęć udziału w 49. Konkursie Piosenki Eurowizji. Kilka dni później Sarah Yuen z Europejskiej Unii Nadawców (EBU) zdementowała doniesienia, tłumacząc, że krajowa telewizja nie może wystąpić na konkursie, bo nie jest aktywnym członkiem EBU. Po przyznaniu telewizji tytułu członka stowarzyszonego organizacji w lipcu 2004 pojawiły się głosy o potencjalnym udziale kraju w jubileuszowym, 50. Konkursie Piosenki Eurowizji w 2005.
8 lipca 2005 telewizja AMPTV została aktywnym członkiem EBU. Cztery dni później potwierdza chęć wysłania pierwszego reprezentanta na 51. Konkurs Piosenki Eurowizji w 2006. Początkowo spekulowano, że stacja wybrała wewnętrznie Meri Woskanian na reprezentantkę kraju, jednak zdementowano te plotki. Pod koniec stycznia ogłoszono, że przedstawicielem Armenii w konkursie będzie André’a. Jego konkursową piosenką został, wybrany przez telewizję, utwór „Without Your Love” (roboczo: „Stay with Me”), który został wyselekcjonowany spośród zgłoszeń nadesłanych do nadawcy. Jak stwierdziła szefowa krajowej delegacji, Diana Mnacakanian z ramienia AMPTV, na wybór piosenki wpływ miały elementy etniczne zawarte w ścieżce melodycznej, połączone z mieszanką nowoczesnych i krajowych brzmień. Przed występem w konkursie reprezentant wyruszył w trasę promocyjną po Europie; wystąpił w Polsce, Mołdawii, Rosji, Grecji, Andorze, Ukrainie i Białorusi oraz na Cyprze. 18 maja wystąpił jako pierwszy w półfinale Eurowizji 2006 i awansował z szóstego miejsca do finału, który odbył się 22 maja. Zaprezentował się w nim jako ostatni, 24. w kolejności i zdobył 129 pkt, zajmując 8. miejsce.

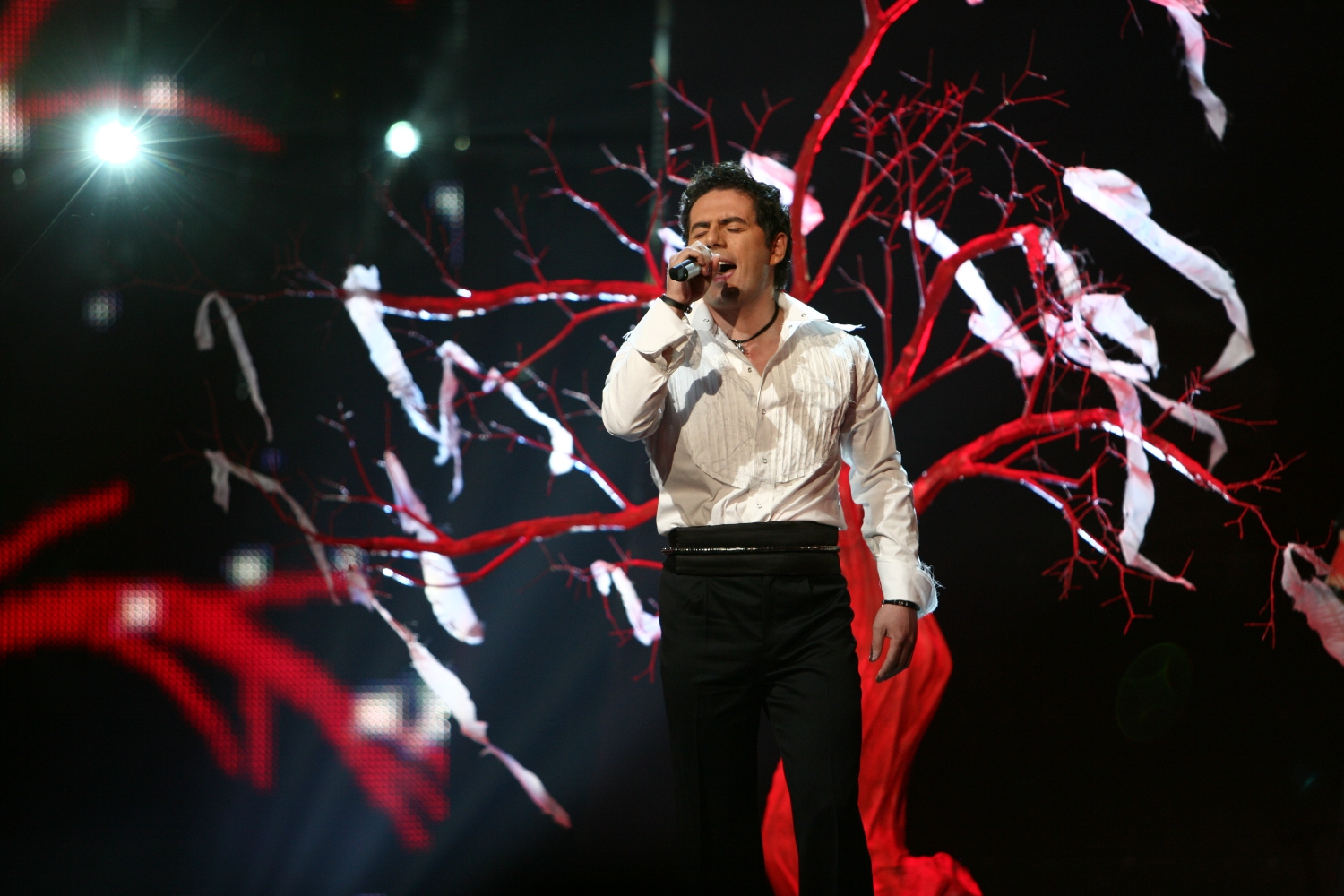
Hayko podczas 52. Konkursu Piosenki Eurowizji w Helsinkach, maj 2007

W przeciwieństwie do poprzedniego konkursu, reprezentant Armenii podczas 52. Konkursu Piosenki Eurowizji w 2007 został wybrany poprzez krajowe eliminacje, które odbyły się 23–25 lutego. W każdym z dwóch półfinałów zostało zaprezentowanych po 10 propozycji, a do finału zakwalifikowało się po trzech kandydatów – zwycięzca głosowania telewidzów oraz dwóch wykonawców najwyżej ocenionych przez jurorów. W selekcjach wystąpili: Jacklina Tumanian, Hariel Sando, R.P., Nellj Boghosjan, Geuorg Martirosjan, Asta, Arszalujs Sargsjan, Sergej Grigo’rjan, Emmy, Erik, Hayer, Meri Woskanian (jako jedyna w stawce zaśpiewała dwa utwory), Marianna Howhannisjan, Sarkis Edwards, Karine Asirjan, Hayko, Vo.X, Karina Howhannisjan i Lana Chaczatrjan. Do finału selekcji zakwalifikowali się: Karina Howhannisjan, Asta, Sergej Grigorjan, Karina Howhannisjan, Hayko, Emmy, Karine Asirjan oraz Meri Woskanian, która z piosenką „Carry Me In” zdobyła tzw. dziką kartę za „bycie popularną w Niemczech oraz brak krewnych w Armenii”. O wyniku zdecydowała jedynie komisja jurorska, która największą liczbę punktów przyznała Haykowi i jego utworowi „Anytime You Need”. Dzięki wysokiemu miejscu zajętemu przez Armenię w konkursie w 2006, Hayko nie musiał brać udziału w półfinale konkursu w 2007. 12 maja zaśpiewał w nim jako przedostatni, 23. w kolejności w finale konkursu i zdobył łącznie 138 pkt, zajmując ósme miejsce.

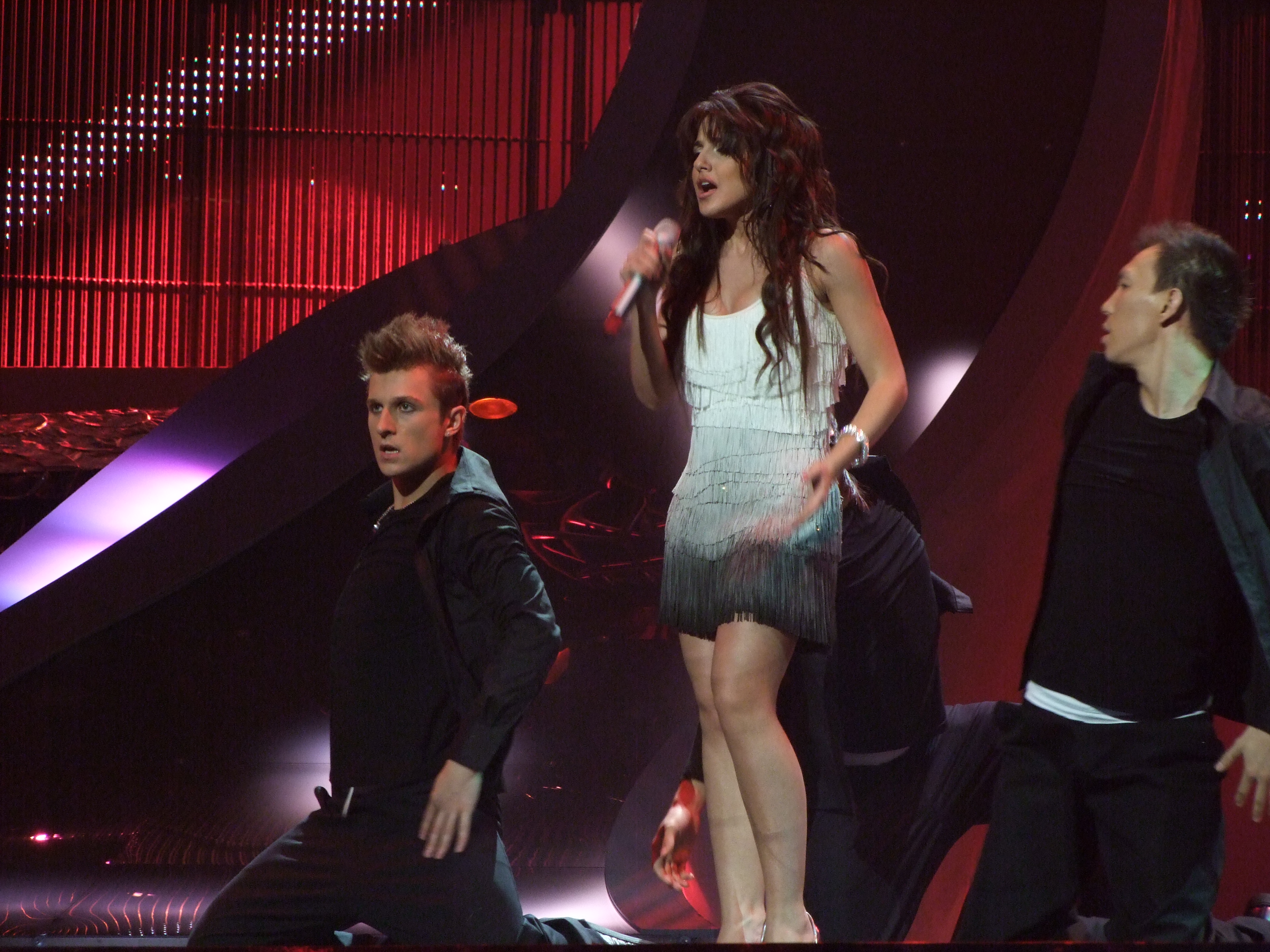
Sirusho podczas 53. Konkursu Piosenki Eurowizji w Belgradzie, maj 2008

W listopadzie 2007 telewizja AMPTV ogłosiła, że reprezentantem Armenii podczas 53. Konkursu Piosenki Eurowizji będzie Sirusho. Konkursową propozycję dla niej wybrano podczas publicznych selekcji, które odbyły się 9 marca. Reprezentantka wykonała cztery utwory: „Strong”, „Can’t Control It”, „I Still Breathe” i „Qélé, Qélé”, a o wynikach zdecydowała komisja sędziowska oraz publiczność za pomocą SMS-ów. Ormiańską propozycją eurowizyjną została piosenka „Qélé, Qélé”. Z powodu zwiększającej się liczby krajów chętnych do udziału w Konkursie Piosenki Eurowizji, w 2008 EBU wprowadziła dwie rundy półfinałowe. 20 maja reprezentantka Armenii wystąpiła w pierwszym półfinale konkursu z 14. numerem startowym i zdobyła 139 pkt, które zapewniły jej awans do sobotniego finału z drugiego miejsca. Podczas finału zdobyła 199 pkt, co przełożyło się na czwarte miejsce.
W narodowych selekcjach do 54. Konkursu Piosenki Eurowizji wzięło udział 21 uczestników. Głosami telewidzów oraz komisji sędziowskiej eliminacje wygrały siostry Inga i Anusz Arszakian z utworem „Dżan dżan”, będącym połączeniem muzyki folkowej oraz elementów muzyki nowoczesnej. 12 maja wystąpiły jako szóste w pierwszym półfinale konkursu i z piątego miejsca awansowały do finału. Zajęły w nim 10. miejsce po zdobyciu 92 pkt, w tym m.in. maksymalnej noty (12 pkt) od Czech.

### Lata 2010–2019

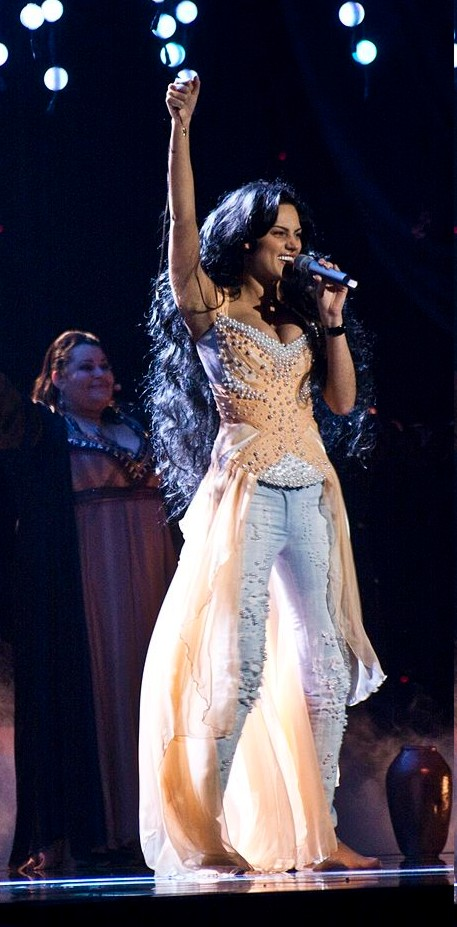
Eva Rivas podczas 55. Konkursu Piosenki Eurowizji w Oslo, maj 2010

15 lutego 2010 odbył się finał ormiańskich preselekcji do 55. Konkursu Piosenki Eurowizji. Nadawca publiczny przyjmował zgłoszenia do 1 lutego. 10 lutego komisja sędziowska wybrała 10 utworów, które dopuszczono do udziału w selekcjach. Kilka dni przed finałem z rywalizacji zrezygnowała Sonya z piosenką „Never”. 14 lutego finał selekcji wygrała Eva Rivas z utworem „Apricot Stone” autorstwa Armena Martirosjana i Karena Kawaleriana. W eliminacjach wystąpiła z ostatnim, dziewiątym numerem startowym, a o wynikach zdecydowali telewidzowie i komisja sędziowska. 27 maja wystąpiła z drugim numerem startowym w drugim półfinale 55. konkursu, zdobyła 83 pkt i awansowała do finału z szóstego miejsca. 29 maja wystąpiła w finale jako 21. w kolejności i zajęła siódme miejsce, otrzymując 141 pkt, w tym maksymalne noty (12 pkt) od Izraela, Rosji oraz Holandii.
11 grudnia 2010 Aleksan Harutiunian (przewodniczący Rady Radiofonii i Telewizji Armenii) ogłosił, że reprezentantką kraju podczas 56. Konkursu Piosenki Eurowizji w Düsseldorfie będzie że Emma Bedżanian, występująca jako „Emmy”, która w 2009 brała udział w narodowych selekcjach z utworem „Hey (Let Me Hear You Say)”. Jej konkursową piosenkę wyłoniono poprzez publiczne eliminacje. Kompozytorzy mogli nadsyłać swoje kompozycje do siedziby nadawcy do 15 stycznia; otrzymało łącznie ok. 70 kandydatur. Dwa tygodnie przed koncertem selekcyjnym opublikowano nazwiska kompozytorów czterech piosenek dopuszczonych do finału: DerHova, Apricota (duet: Hajk Harutiunian-Hajk Howhannisjan), Wahram Petrosjan oraz Martin Kesici. Początkowo finał narodowy miał się odbyć 26 lutego, lecz ze względu na śmierć Dawita Bedżaniana, ojca Emmy, program przełożono na 5 marca. Podczas niego piosenkarka wykonała cztery utwory: „Ayo” (DerHova), „Hi” (Petrosjan), „Goodbye” (Kesici) oraz „Boom Boom” (Apricota). Największe poparcie zdobyła ostatnia piosenka, zdobywając 41,72% głosów publiczności i pierwsze miejsce u jury. Wyniki wzbudziły kontrowersje, a wielu widzów nie zgodziło się z werdyktem komisji sędziowskiej, uznając zwycięską piosenkę jako „pozbawioną sensu” i domagając się jej zmiany. W specjalnie wydanym oświadczeniu Emmy napisała: Musimy uszanować zasady preselekcji i zaakceptować to, że zwolennicy jednej z piosenek byli bardziej aktywni niż zwolennicy innej. Szef ormiańskiej delegacji eurowizyjnej Gohar Gasparian stwierdził, że „krytyka fanów niszczy dobry wizerunek samej wokalistki, jak i całej Armenii, uważanej za jeden z najlepszych krajów w najnowszej historii Eurowizji”. W teledysku do utworu wystąpił niemiecki bokser ormiańskiego pochodzenia, Arthur Abraham. Na początku maja Emmy rozpoczęła próby sceniczne do konkursu. Choreografia autorstwa Armine Zarian nawiązywała do boksu; Emmy rozpoczynała występ, siedząc na fotelu w kształcie rękawicy bokserskiej, a czterech tancerzy (Petros Zlatkos, Jenia Evgenios Buli, Charalampos Christodulu, Charis Sawwas) było ubranych w bokserskie szlafroki. W chórkach śpiewała Emy Armine Zaryan. W międzyczasie reprezentantka wzięła udział w dwóch konferencjach prasowych, podczas których wyjaśniła znaczenie utworu oraz prezentacji. Piosenka opowiadała o „dziewczynie zakochanej w mężczyźnie, który nie interesuje się niczym poza boksowaniem”. 10 maja wystąpiła jako czwarta w pierwszym półfinale konkursu i zdobyła 54 pkt, zajmując 12. miejsce niepremiowane awansem do finału. Do awansu zabrakło jej jednego punktu.

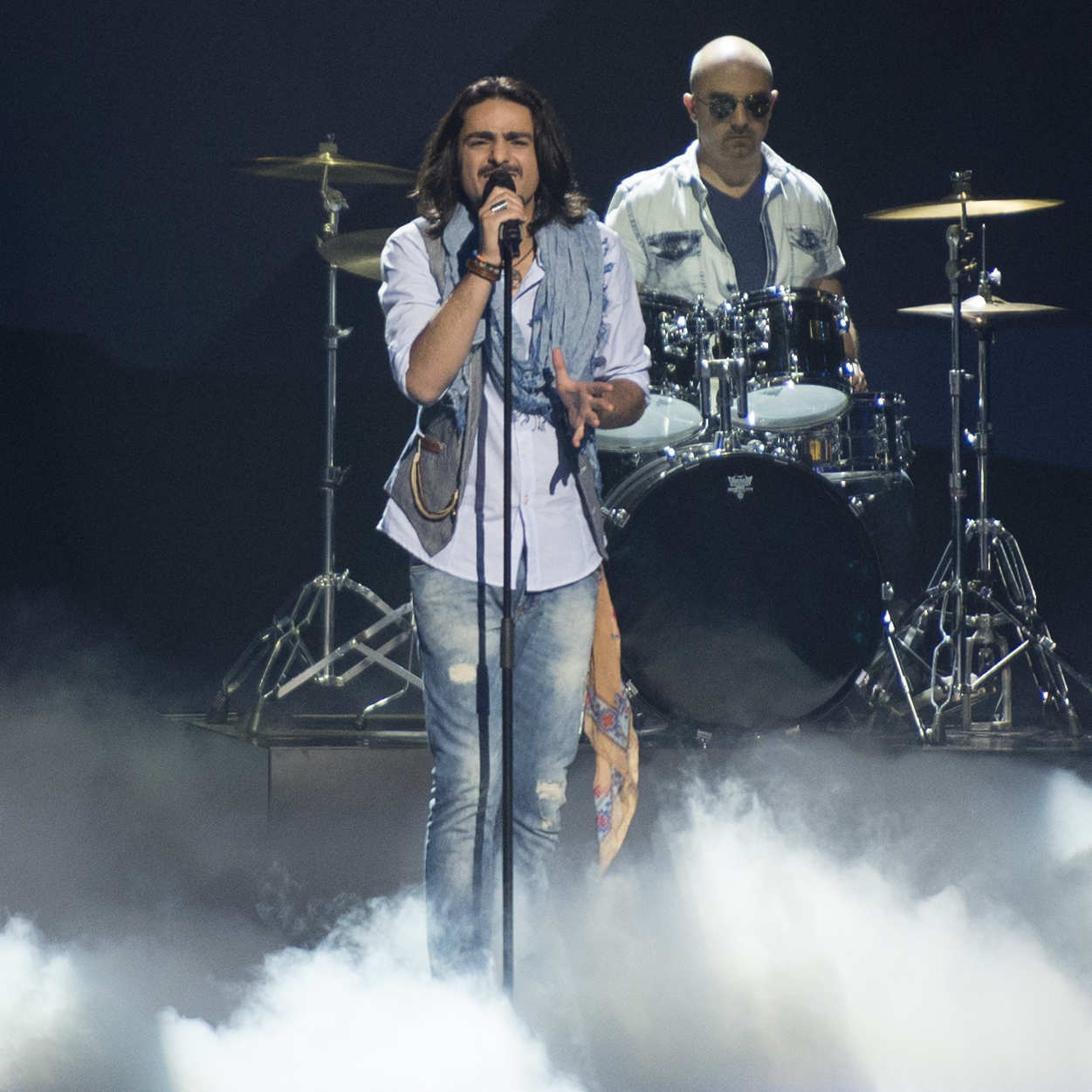
Zespół Dorians podczas 58. Konkursu Piosenki Eurowizji w Malmö, maj 2013

Armenia planowała udział w 57. Konkursie Piosenki Eurowizji. Reprezentant kraju miał być wybrany wewnętrznie, a jego nazwisko planowano opublikować przed 18 marca. 7 marca 2012 stacja AMPTV ogłosiła, że nie weźmie udziału w konkursu z powodu braku gwarancji bezpieczeństwa dla reprezentanta spowodowanego nierozstrzygniętym konfliktem między krajami dotyczącym Górskiego Karabachu. Udziałowi sprzeciwili się m.in. byli reprezentanci państwa. Z powodu rezygnacji po ostatecznym terminie zgłaszania EBU nałożyła na telewizję karę finansową równoznaczną połowie stawki eurowizyjnej i nakazała transmisję koncertu finałowego bez żadnych zakłóceń pod groźbą zakazu udziału w kolejnym Konkursie Piosenki Eurowizji. W 2013 Armenia powróciła do konkursu, wysyłając reprezentanta na 58. Konkurs Piosenki Eurowizji w Malmö. Spekulowano, że reprezentantką kraju ponownie zostanie Sirusho, która po raz pierwszy wystąpiła w barwach kraju w 2008. W styczniu 2013 nadawca publiczny ogłosił, że jego przedstawicielem w konkursie będzie Gorr Sudżian z zespołem Dorians. Na początku marca odbył się program telewizyjny, podczas którego został wybrany eurowizyjny utwór dla reprezentanta; zespół wykonał cztery piosenki: „Toy Planet”, „No Time”, „Lying” oraz „Lonely Planet”, który zdobył największe uznanie. 16 maja zespół wystąpił w drugim półfinale konkursu z 11. numerem startowym i awansował do sobotniego finału z siódmego miejsca. 18 maja wystąpił w finale jako 12. w kolejności i zajął 18. miejsce z 41 punktami na koncie.

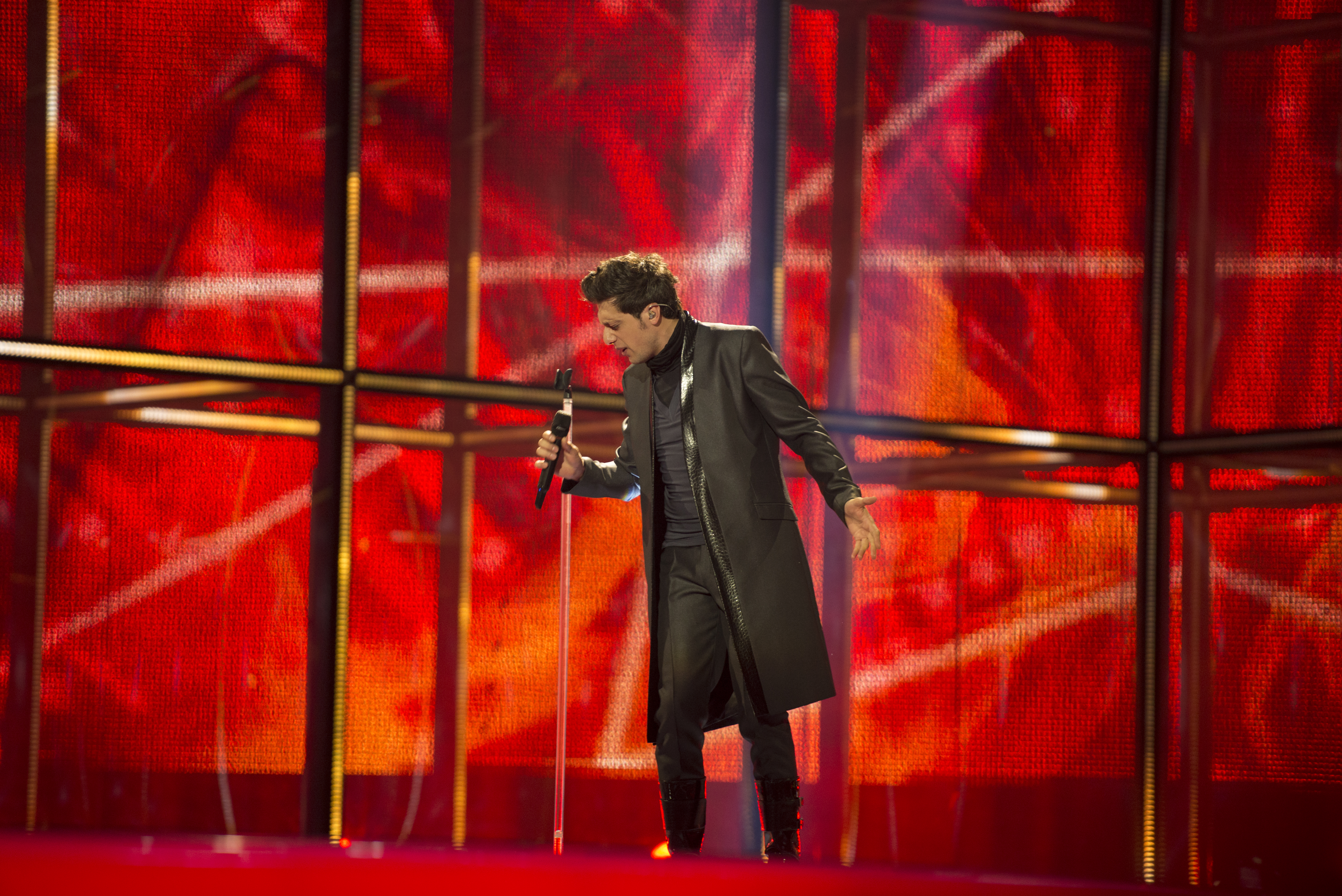
Aram Mp3 podczas występu w 59. Konkursie Piosenki Eurowizji w Kopenhadze, maj 2014

22 listopada 2013 stacja potwierdziła udział w 59. Konkursie Piosenki Eurowizji w Kopenhadze. Podczas sylwestrowego programu Big Night’s Gala TV Show ogłoszono, że kraj reprezentować będzie Aram Mp3. Premiera jego konkursowego utworu „Not Alone” odbyła się 14 marca 2014. 6 maja wystąpił jako pierwszy podczas pierwszego półfinału 59. konkursu i awansował do finału z czwartego miejsca. 10 maja wystąpił w finale z siódmym numerem startowym i zajął 4. miejsce, otrzymując łącznie 174 pkt, w tym maksymalne noty (12 pkt) od Austrii, Francji oraz Gruzji.

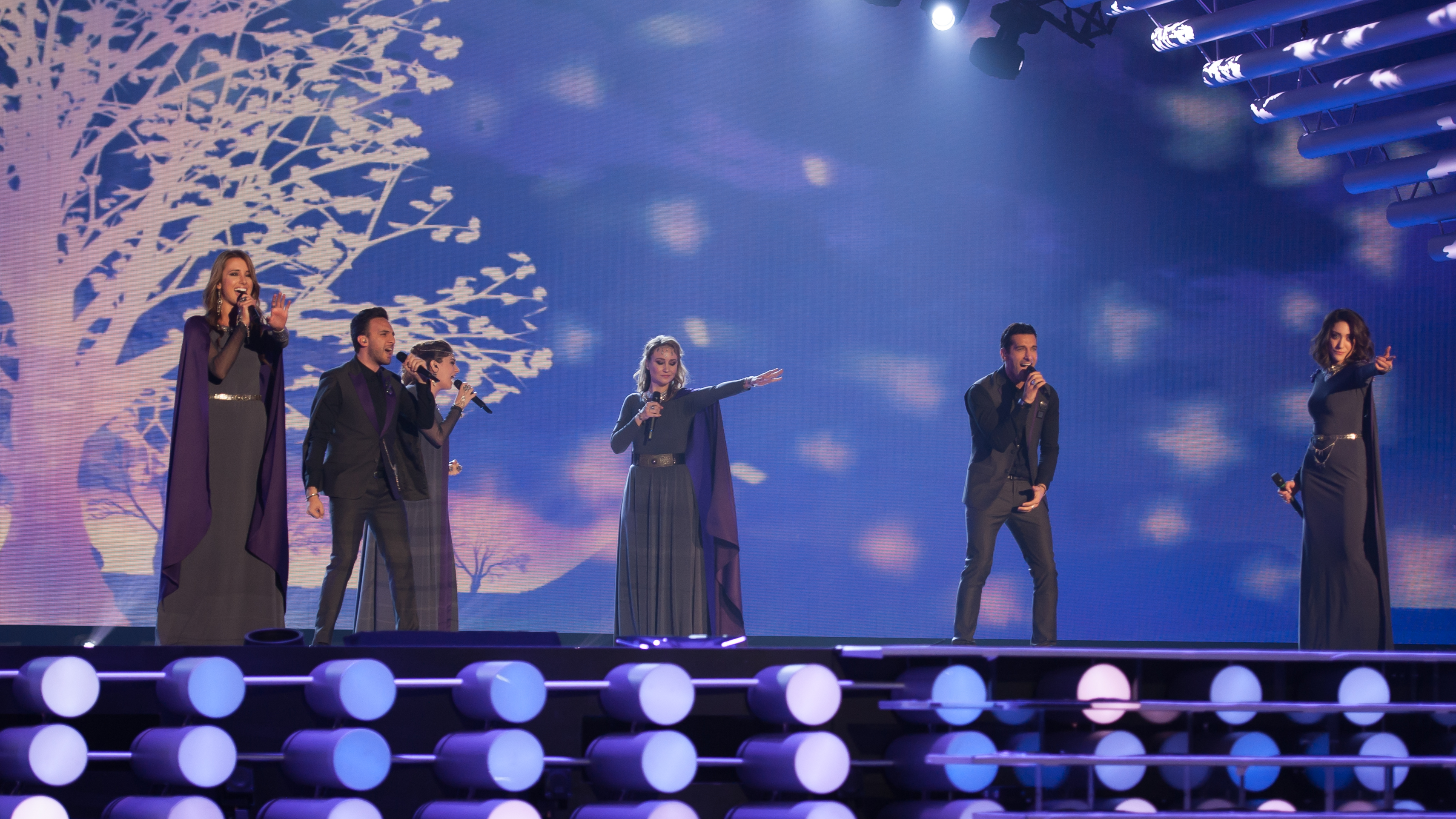
Zespół Genealogy podczas prób do występu w 60. Konkursie Piosenki Eurowizji w Wiedniu, maj 2015

We wrześniu krajowy nadawca potwierdził udział w 60. Konkursie Piosenki Eurowizji organizowanym w Wiedniu. W lutym ogłosił, że kraj reprezentować będzie zespół Genealogy, w którego skład weszło sześciu wokalistów, a każdy z nich reprezentował inny kontynent. Zgodnie z zapowiedziami, projekt był nawiązaniem do setnej rocznicy ludobójstwa dokonanego przez Imperium Osmańskie, które przyczyniło się do powstania diaspory ormiańskiej na całym świecie. Zaproszenie piosenkarzy z różnych zakątków świata miało symbolizować „miłość, pokój i tolerancję”, a także „zjednoczenie na scenie wszystkich Ormian”, których przodkowie rozproszyli się po wszystkich kontynentach po 1915. W skład zespołu weszli: Essaï Altounian (reprezentujący w projekcie Europę), Tamar Kaprelian (Amerykę), Vahe Tilbian (Afrykę), Stephanie Topalian (Azję), Mary-Jean O’Doherty Vasmatzian (Australię) i mieszkająca na co dzień w Armenii Inga Arszakian, która reprezentowała kraj podczas konkursu w 2009. 12 lutego premierę miała konkursowa propozycja zespołu, „Don’t deny”, której autorami zostali Armen Martiroszan i Inna Mkrtchyan. W marcu zmieniono tytuł piosenki na „Face the Shadow”. 19 maja zespół zaprezentował się jako drugi w kolejności w pierwszym półfinale konkursu i z siódmego miejsca awansował do finału. 23 maja zajęli 16. miejsce w finale z 34 punktami na koncie.

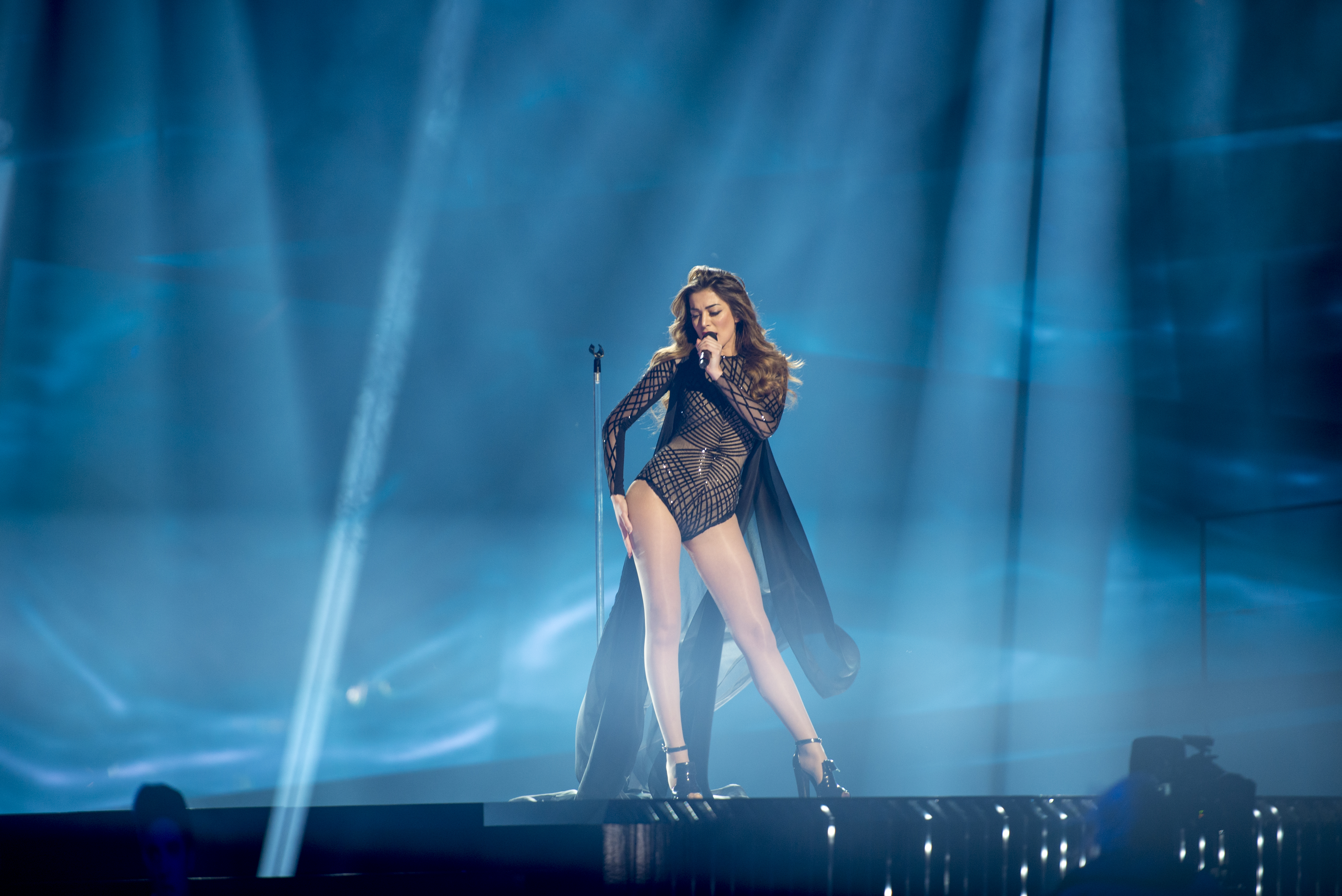
Iweta Mukuczian podczas 61. Konkursu Piosenki Eurowizji w Sztokholmie, maj 2016

W połowie września 2015 krajowy nadawca potwierdził chęć udziału w 61. Konkursie Piosenki Eurowizji i ogłosił, że nazwisko reprezentanta zostanie podane 13 października 2015. Przedstawicielką kraju została Iweta Mukuczian, a jej konkursowa piosenka „LoveWave” miała premierę 2 marca. 10 maja wystąpiła w pierwszym półfinale konkursu i z drugiego miejsca awansowała do finału rozgrywanego 14 maja. W trakcie pierwszego półfinału wywołała kontrowersje w azerskich mediach, machając flagą Górskiego Karabachu (terenu spornego między Armenią a Azerbejdżanem) podczas transmisji na żywo. Podczas konferencji prasowej z udziałem finalistów skomentowała sytuację słowami: Jestem myślami ze swoją Ojczyzną. Chcę pokoju na całym świecie. Dzień później grupa referencyjna EBU wystosowała oświadczenie, w którym wyraziła potępienie wobec zaistniałej sytuacji oraz zapowiedziała wprowadzenie sankcji wobec ormiańskiej telewizji AMPTV z powodu naruszenia jednego z punktów regulaminu konkursu, który mówił o „zakazie wyrażania wiadomości promujących jakąś organizację, instytucję czy pogląd polityczny w trakcie transmisji koncertu”. Organizacja dodała, że kolejne próby złamania zasad doprowadzą do dyskwalifikacji kraju z udziału w konkursie. Reprezentantka wystąpiła w finale z ostatnim, 26. numerem startowym. Zdobyła łącznie 249 pkt w tym 134 pkt od telewidzów (7. miejsce) i 115 pkt od jurorów (10. miejsce) uplasowała się na 7. miejscu.
W lipcu 2016 ormiańska telewizja potwierdziła chęć udziału w 62. Konkursie Piosenki Eurowizji w Kijowie. W przeciwieństwie do poprzednich lat reprezentant kraju został wyłoniony w krajowych eliminacjach Depi Jewratesil. W wieloetapowym konkursie wystąpiło 24 uczestników: Stepan Howhannisjan, Marta, Alexander Plato, Anna Sedrakjan, Egine, Anna Danieljan, Jewa Kans, Amalija Margarjan, Christina Mangasarjan, Vahe Aleksanian, Hasmik Szirojan, Sona Dunojan, Lucy, Saro Geworgjan, Jujo, Lilit Harutjunian, Sjuzanna Melqonian, Geworg Harutjunian, Karina Harutjunian, Narine Jinanian, Opera Viva, Arcwik, Only Girls oraz Marissa. Zostali oni podzieleni na sześć grup, których mentorami byli dotychczasowi reprezentanci Armenii w konkursie: Iweta Mukuczian, Essaï Altounian, Aram Mp3, Inga i Anusz Arszakjan oraz Hayko. 24 grudnia odbył się finał eliminacji, który wygrała Arcwik, pokonując Martę w głosowaniu jurorów i telewidzów. W marcu 2017 premierę miała jej konkursowa piosenka, „Fly with Me”. 9 maja wystąpiła w pierwszym półfinale konkursu i z siódmego miejsca zakwalifikowała się do finału rozgrywanego 13 maja. Wystąpiła w nim jako piąta w kolejności i zdobyła łącznie 79 pkt w tym 21 pkt od telewidzów (18. miejsce) i 58 pkt od jurorów (14. miejsce), zajmując 18. miejsce w klasyfikacji.
W sierpniu 2017 ormiański nadawca potwierdził chęć udziału w 63. Konkursie Piosenki Eurowizji. Reprezentant kraju ponownie został wybrany poprzez krajowe eliminacje Depi Jewratesil, w których uczestniczyło dwudziestu wykonawców: Robert Kolojan, Sewak Chanaghjan, Suren Poghosian, Mger Armenia (Mher Ermenistan), TyoM, Żanna Dawtian, Hayk Kasparow, Geworg Harutiunian, Maria’s Sekret, Hasmik Szirojan, Melek, Amalia Margarian, Tamar Kaprelian, Lusine Mardanian, Arman Mesropian, Mariam Petrosian, Kamil Show (Arsen Grigorian), Nemra, AlternatiV i Gata Band. Uczestnicy zostali podzieleni na dwa półfinały, z których do finału zakwalifikowało się po pięciu artystów. 25 lutego 2018 odbył się finał selekcji, w którym wystąpili: Sewak Chanaghjan, Geworg Harutiunian, Lusine Mardanian, Kamil Show, Amalia Margarian, Nemra, Mariam Petrosian, Mher Ermenistan, Robert Kolojan i Hasmik Szirojan. Konkurs wygrał Sewak Chanaghjan z piosenką „Qami”, za którą otrzymał maksymalną liczbę 24 pkt w głosowaniu jurorów i telewidzów. 8 maja wystąpił w pierwszym półfinale konkursu i zajął 15. miejsce z 79 punktami, przez co nie zakwalifikował się do finału.
W 2019 telewizja AMPTV potwierdziła chęć udziału w 64. Konkursie Piosenki Eurowizji w Tel Awiwie. 30 listopada ogłosiła, że będzie reprezentować ją Srbuk, która została wewnętrznie wybrana przez władze telewizji. 10 marca 2019 premierę miała jej konkursowa piosenka, „Walking Out”. 16 maja wystąpiła jako pierwsza w kolejności w drugim koncercie półfinałowym i zajęła 16. miejsce nie kwalifikując się do finału, zajmując tym samym najgorsze miejsce w historii udziału Armenii w konkursie.

### Od 2020
Pod koniec października telewizja potwierdziła udział w 65. Konkursie Piosenki Eurowizji w Rotterdamie, a następnie poinformowała, że reprezentant kraju zostanie wyłoniony w programie Depi Jewratesil. Zgłoszenia do eliminacji trwały do 31 grudnia. Stacja wyłoniła dziesięciu finalistów, którymi zostali: Atena Manukian, Tokionine, Erna, Miriam Baghdasarjan, Agop, Karina EVN, Władimir Arzumanian, Hayk Music, Artur Aleq, Gabriel Jeeg, Eva Rida oraz Siergiej i Nikołaj Arutjunowie. Finał eliminacji został rozegrany 15 lutego, który wygrała Atena Manukian z utworem „Chains on You”. 18 marca EBU ogłosiła, iż konkurs nie odbędzie się z powodu pandemii COVID-19.
26 października 2020 kraj znalazł się na liście krajów uczestniczących konkursu w 2021. Jednak 5 marca 2021 nadawca krajowy ogłosił rezygnację z konkursu, tłumacząc się trwającym konfliktem w Górskim Karabachu, sytuacją epidemiologiczną w kraju oraz problemami finansowymi nadawcy.
20 października 2021 potwierdzono powrót kraju do konkursu i udział reprezentanta Armenii w konkursie w 2022. 11 marca 2022 ormiański nadawca publiczny Hajastani Hanrajin herrustajnkerut’jun (AMPTV) ogłosił, że kraj w Turynie reprezentować będzie Rosa Linn, a osiem dni później premierę miała jej konkursowa piosenka „Snap”. 10 maja wystąpiła w pierwszym półfinale konkursu i z piątego miejsca zakwalifikowała się do finału. W finale wystąpiła jako ósma w kolejności i zajęła dwudzieste miejsce po zdobyciu 61 punktów w tym 21 punktów od telewidzów (17. miejsce) i 40 pkt od jurorów (16. miejsce).

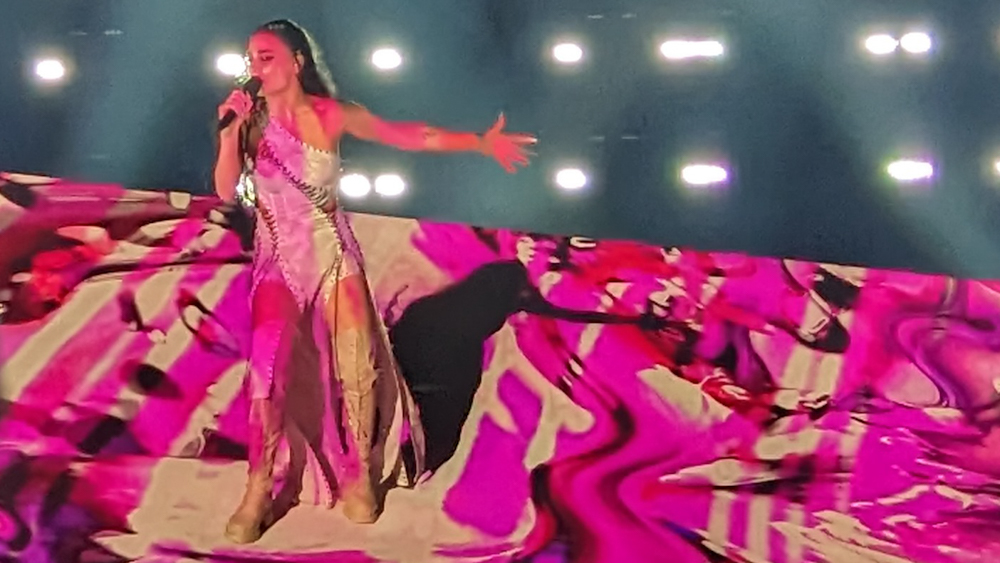
Brunette podczas występu w 67. Konkursie Piosenki Eurowizji, maj 2023

20 października 2022 roku kraj znalazł się na liście państw uczestniczących w konkursie, w styczniu 2023 roku pojawiły się spekulacje jakoby Brunette miała reprezentować kraj w Liverpoolu, co oficjalnie zostało potwierdzone przez ormiańskiego nadawcę publicznego 1 lutego. 15 marca 2023 roku premierę miał jej konkursowy utwór „Future Lover”. Artystka zaprezentowała się druga w kolejności startowej w czasie drugiego półfinału konkursu 11 maja i zakwalifikowała się do finału po zajęciu 6. miejsca z dorobkiem 99 punktów, w finale zdobyła 122 punkty i zajęła 14. miejsce w tym 53 punkty od telewidzów (13. miejsce) i 69 pkt od jurorów (12. miejsce).

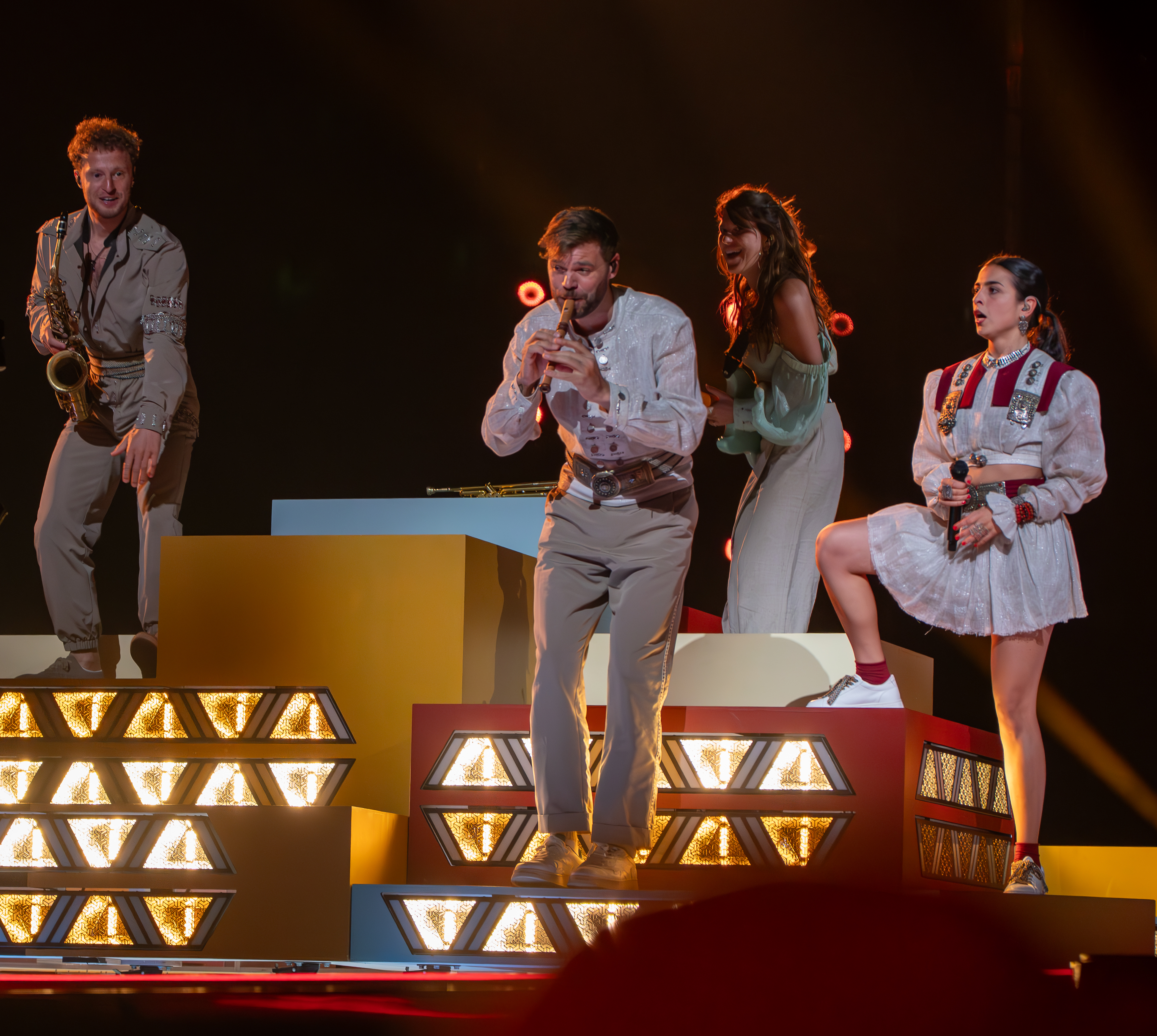
Ladaniva podczas 68. Konkursu Piosenki Eurowizji, maj 2024

5 grudnia 2023 kraj znalazł się na liście krajów państw uczestniczących w 68. Konkursie Piosenki Eurowizji. W styczniu 2024 roku pojawiły się spekulacje jakoby duet Ladaniva miał reprezentować kraj w Malmö, co oficjalnie zostało potwierdzone przez ormiańskiego nadawcę publicznego 9 marca. Ich konkursowa propozycja „Żako” została ujawniona 13 marca. Reprezentanci zaprezentowali się 8 w kolejności startowej w czasie drugiego półfinału konkursu 9 maja i zakwalifikowali się do finału z 3. miejsca z dorobkiem 137 punktów, w finale zdobyli 183 punkty i zajęli 8. miejsce w tym 82 punkty od telewidzów (9. miejsce) i 101 pkt od jurorów (9. miejsce).

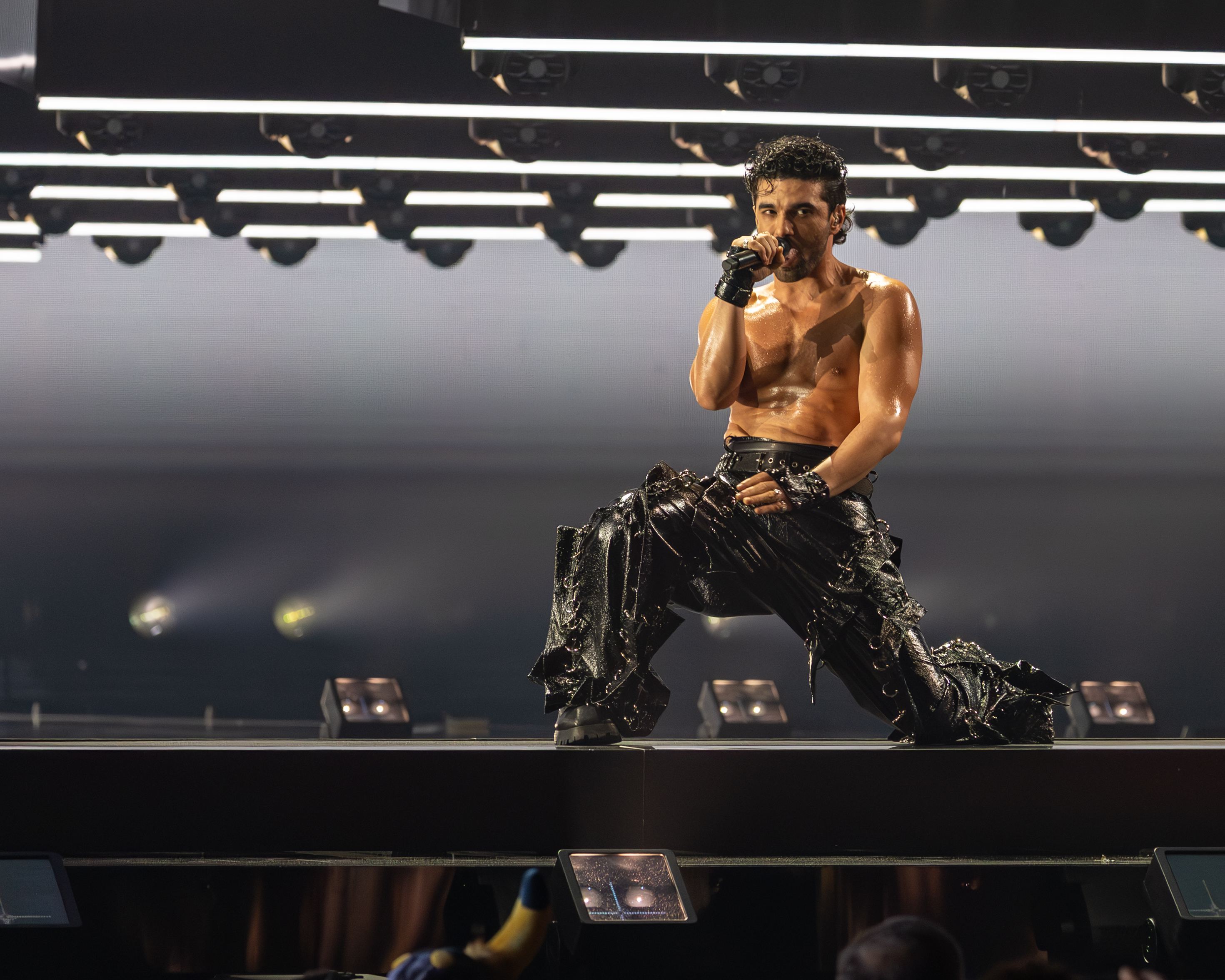
Parg podczas 69. Konkursu Piosenki Eurowizji, maj 2025

22 listopada 2024 zostało potwierdzone, że Armenia weźmie udział w 69. Konkursie Piosenki Eurowizji w Bazylei, a ormiański nadawca AMPTV planuje przywrócić program Depi Jewratesil w celu wyłonienia reprezentanta na konkurs. 6 grudnia nadawca oficjalnie otworzył zgłoszenia. 6 lutego 2025 ormiańska telewizja ujawniła finalistów eliminacji: Anahit Adamian, Anahit & Gasoja, Arsen Grigorian feat. Kamil, Gieworg Harutiunian, Mels, Milena Mirijanian, Parg, Simon, Sewagir, Flora Biczakczian, Altsight oraz niedoszła reprezentantka Armenii z 2020 roku, Atina Manukian. Finał Depi Jewratesil 2025 został rozegrany 16 lutego, a jego zwycięzcą i tym samym reprezentantem Armenii został Parg z utworem „Survivor”. 15 maja artysta wystąpił w drugim półfinale w którym z 10. miejsca awansował do finału. 17 maja wokalista wystąpił jako 18. w kolejności i zajął 20. miejsce z dorobkiem 72 punktów w tym 30 pkt od telewidzów (18. miejsce) i 42 pkt od jurorów (18. miejsce).

## Uczestnictwo
Armenia uczestniczy w Konkursie Piosenki Eurowizji od 2006. Poniższa tabela uwzględnia nazwiska wszystkich ormiańskich reprezentantów, tytuły konkursowych piosenek oraz wyniki krajowych delegatów w poszczególnych latach.
| Rok  | Artysta          | Piosenka                 | Język                | Finał            | Finał            | Półfinał         | Półfinał         |
| Rok  | Artysta          | Piosenka                 | Język                | Miejsce          | Punkty           | Miejsce          | Punkty           |
| ---- | ---------------- | ------------------------ | -------------------- | ---------------- | ---------------- | ---------------- | ---------------- |
| 2006 | André            | „Without Your Love”      | angielski            | 8                | 129              | 6                | 150              |
| 2007 | Hayko            | „Anytime You Need”       | angielski, ormiański | 8                | 138              | Top 10           | Top 10           |
| 2008 | Sirusho          | „Qélé, Qélé” (Քելե Քելե) | angielski, ormiański | 4                | 199              | 2                | 139              |
| 2009 | Inga & Anusz     | „Dżan dżan” (Ժան Ժան)    | angielski, ormiański | 10               | 92               | 5                | 99               |
| 2010 | Eva Rivas        | „Apricot Stone”          | angielski            | 7                | 141              | 6                | 83               |
| 2011 | Emmy             | „Boom Boom”              | angielski            | –                | –                | 12               | 54               |
| 2013 | Dorians          | „Lonely Planet”          | angielski            | 18               | 41               | 7                | 69               |
| 2014 | Aram Mp3         | „Not Alone”              | angielski            | 4                | 174              | 4                | 121              |
| 2015 | Genealogy        | „Face the Shadow”        | angielski            | 16               | 34               | 7                | 77               |
| 2016 | Iweta Mukuczian  | „LoveWave”               | angielski            | 7                | 249              | 2                | 243              |
| 2017 | Arcwik           | „Fly with Me”            | angielski            | 18               | 79               | 7                | 152              |
| 2018 | Sewak Chanaghjan | „Qami” (Քամի)            | ormiański            | –                | –                | 15               | 79               |
| 2019 | Srbuk            | „Walking Out”            | angielski            | –                | –                | 16               | 49               |
| 2020 | Atina Manukian   | „Chains On You”          | angielski            | Konkurs odwołany | Konkurs odwołany | Konkurs odwołany | Konkurs odwołany |
| 2022 | Rosa Linn        | „Snap”                   | angielski            | 20               | 61               | 5                | 187              |
| 2023 | Brunette         | „Future Lover”           | angielski, ormiański | 14               | 122              | 6                | 99               |
| 2024 | Ladaniva         | „Żako” (Ժակո)            | ormiański            | 8                | 183              | 3                | 137              |
| 2025 | Parg             | „Survivor”               | angielski, ormiański | 20               | 72               | 10               | 51               |

Legenda
     2. miejsce
     3. miejsce

## Historia głosowania w finale (2006–2025)
Poniższe tabele pokazują, którym krajom Armenia przyznaje w finale najwięcej punktów oraz od których państw ormiańscy reprezentanci otrzymują najwyższe noty.
| Lp. | Kraj    | Punkty |
| --- | ------- | ------ |
| 1   | Francja | 143    |
| 2   | Rosja   | 126    |
| 3   | Grecja  | 102    |
| 4   | Ukraina | 97     |
| 5   | Szwecja | 95     |

| Lp. | Kraj     | Punkty |
| --- | -------- | ------ |
| 1   | Gruzja   | 156    |
| 2   | Francja  | 151    |
| 3   | Rosja    | 91     |
| 4   | Grecja   | 87     |
| 5   | Bułgaria | 80     |

## Nagrody im. Marcela Bezençona
Nagrody im. Marcela Bezençona – trofea dla najlepszych konkurencyjnych piosenek w finale, które zostały po raz pierwszy rozdane podczas 47. Konkursu Piosenki Eurowizji zorganizowanego w Tallinnie w Estonii. Pomysłodawcami nagrody są: Christer Björkman (reprezentant Szwecji w 1992 roku, obecny Szef Delegacji Szwecji) oraz Richard Herrey (członek szwedzkiego zespołu Herreys, który wygrał Konkurs Piosenki Eurowizji 1984). Statuetka nosi nazwisko twórcy Konkursu Piosenki Eurowizji – Marcela Bezençona.
Nagrody przyznawane są obecnie w trzech kategoriach:
- Nagroda Dziennikarzy (zwycięzcę wybierają akredytowani dziennikarze)
- Nagroda Artystyczna (zwycięzcę wybierają komentatorzy konkursu)
- Nagroda Kompozytorska (zwycięzcę wybierają kompozytorzy biorący udział w konkursie)

Spis poniżej uwzględnia ormiańskich zdobywców Nagrody im. Marcela Bezençona:
Nagroda Fanów (zwycięzcę wybrali czytelnicy portalu Poplight)
| Rok  | Wykonawca | Piosenka     | Autor(zy)                                |
| ---- | --------- | ------------ | ---------------------------------------- |
| 2008 | Sirusho   | „Qélé, Qélé” | H.A. Der-Hovagimian Siranusz Harutjunian |